# 채권투자전략
채권투자전략은 채권을 운용하는 방식으로 크게 소극적(passive) 전략과 적극적(active) 전략으로 구분된다. 소극적 채권투자전략은 채권시장이 효율적이어서 현재의 채권가격 자체에 모든 정보가 반영되어 채권가격이 공정하게 형성되어 있다고 보고 채권투자위험을 제거하거나 최소화하여 본래 목표한 투자수익률을 유지하려는 방어적 투자전략이다. 소극적 채권투자전략으로는 채권지수 성과를 복제하려는 인덱싱 전략과 만기도래일 간격을 일정하게 유지하는 사다리형만기전략 등이 있다.
반면 적극적 채권투자전략은 채권가격에 시장의 모든 정보가 충분히 반영되어 있지 않다고 보고 우월한 정보나 예측을 통해 시장의 평균수익보다 높은 초과수익을 얻으려는 전략이다.:167 적극적 투자전략의 핵심은 수익률을 예측하는 것과 채권시장 내에서 상대적으로 저평가된 채권을 찾는 것이다. 적극적 채권투자전략으로는 채권금리를 예측해 만기를 조정하는 채권금리예측전략과 우상향하는 수익률곡선의 기울기를 이용해 수익을 추구하는 수익률곡선타기전략 등이 있다.

## 소극적 채권투자전략

### 매입보유전략
매입보유전략(buy and hold strategy)은 채권을 매입하여 만기일까지 보유함으로써 투자시점에 미리 투자수익을 확정하는 전략이다. 매입보유전략은 이자율 예측이 필요 없으며, 수익률이 비교적 안정적인 시장에서 평균적인 시장수익을 얻고자 할 때 선호하는 전략이다. 매입보유전략은 만기 전에 채권 발행회사가 부도가 나게 되면 원금과 이자를 약속대로 지급받지 못하게 되는 채무불이행위험이 있으므로 투자채권의 신용분석이 매우 중요하다.:167
그러나 채권을 보유하고 있는 기간 중의 금리변동, 특히 금리가 상승하게 되면 낮은 시장가격으로 채권을 매입할 수 있는 기회를 포기해야한다.

### 인덱싱전략
인덱싱전략(indexing strategy)은 채권시장을 대표하는 채권지수(bond index)의 성과를 복제하도록 채권포트폴리오를 구성하는 것을 말한다.:168 국내 채권지수로는 현재 한국거래소에서 발표하는 KRX채권지수와 국고채프라임지수가 있다.

### 사다리형만기전략
사다리형만기전략(laddered maturity strategy)은 채권의 보유물량을 각 만기별로 동일하게 분산시켜 보유하는 전략이다. 만기가 여러시점에 분산되어 있으므로 금리가 상승하면 만기 짧은 채권의 재투자수익이 증가해서 만기가 긴 채권의 평가손실을 상쇄할 수 있다. 반대로 채권금리가 하락할 때는 만기도래하는 단기물의 재투자수익률은 낮아지지만 만기가 긴 채권 채권의 평가이익으로 cover할 수 있다.:282 이 전략은 투자기간 동안의 장단기 수익률 변화에 대한 특별한 예측 없이 만기별로 채권을 균등하게 보유함으로써 시세변동에 따른 위험을 분산시키고 유동성을 확보할 수 있다.

### 바벨형만기전략
바벨형만기전략(barbell maturity strategy)은 사다리형만기전략과는 달리 단기채권과 장기채권만 보유하고, 중기채권은 보유하지 않는 전략이다.:268 중기채권은 장기채권에 비해 표면금리 및 가치상승에 의한 이익이 적고 단기채권보다는 가치하락에 대해 방어적이지 않다는 사실 때문이다.:407일반적으로 수익성은 낮지만 유동성이 높고 위험이 낮은 단기채의 장점과, 위험은 높지만 수익성이 높은 장기채의 장점을 살려 유동성과 수익성을 동시에 확보할 수 있는 이점이 있다. 또한 장래의 금리전망이 확실할 경우 한쪽으로 비중을 더 실어줌으로써 수익성을 더욱 높일 수 있다.
그러나 매년 중기화되어 가는 장기채를 매각하고 새로운 단기채 또는 장기채를 편입해야 하므로 관리하기가 어려우며 수수료비용이 발생한다.

## 적극적 채권투자전략

### 금리예측전략
금리예측전략(interest rate expectation strategy)은 정확한 금리전망 능력이 필요한 전략으로 금리하락을 예상할 경우와 금리상승이 예상되는 경우, 그리고 금리전망이 불투명할 경우로 나누어 수행하면 된다.:408
- 금리하락 예상될 때 : 장기채일수록 가격상승폭이 커지므로 포트폴리오의 만기구성을 가능한 한 길게 하여야 한다.
- 금리상승 예상될 때 : 장기채일수록 가격하락폭이 커지므로 하락폭이 적은 단기채중심으로 포트폴리오를 구성하여야 한다.
- 금리전망 불투명할 때 : 포트폴리오를 한쪽으로 치우치지 말고 상승 또는 하락 양쪽 동시에 대처할 수 있도록 구성해야 한다. 그리고 금리변동에 따라 신속히 변경할 수 있도록 한다.[4]:408

### 수익률곡선타기전략
수익률곡선타기전략(yield curve riding strategy)은 우상향하는 수익률곡선의 형태가 투자기간 동안 계속 유지된다고 예상될 때 이용할 수 있는 전략이다. 수익률곡선타기전략은 수익률곡선상의 롤링효과(rolling effect)와 숄더효과(shoulder effect)를 이용하여 높은 수익을 추구할 수 있다.:172-173

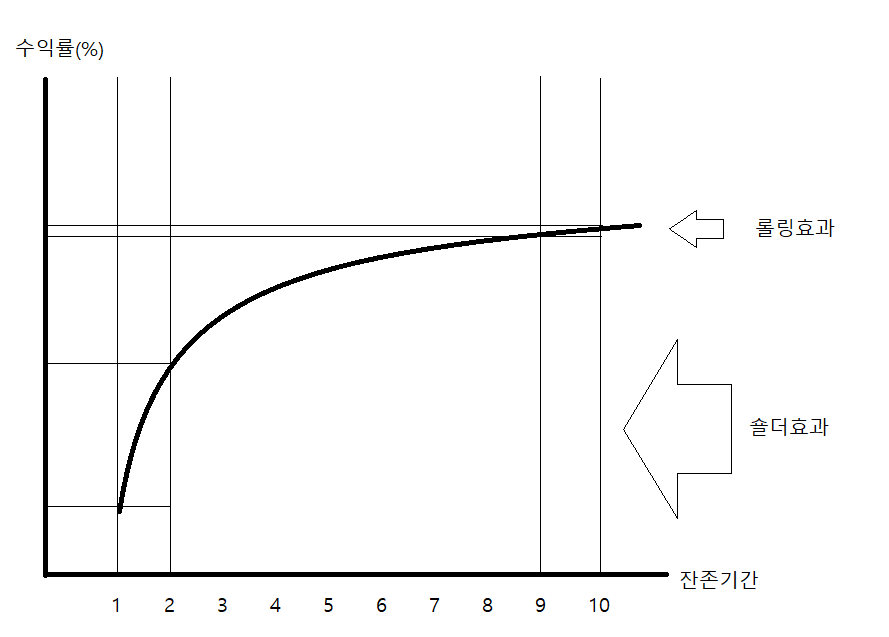
롤링효과와 숄더효과

- 롤링효과 : 금리수준이 일정하더라도 잔존기간이 짧아지면 그 만큼 수익률이 하락하여 채권가격이 상승하게 되는 현상이다.
- 숄더효과 : 일반적으로 수익률곡선은 각 잔존기간별로 그 수익률 격차가 일정하지 않은데 잔존기간이 짧아질수록 수익률 하락폭이 점점 커진다. 이때 단기채에서 볼 수 있는 극단적인 하락폭을 수익률곡선상의 숄더라고 한다.

## 같이 보기
- 채권 (금융)